# Castel San Lorenzo
Castel San Lorenzo (Castieddu in dialetto cilentano) è un comune italiano di 2 174 abitanti della provincia di Salerno in Campania.

## Geografia fisica
Castel San Lorenzo è situato nel Parco nazionale del Cilento e Vallo di Diano, a 26 km da Paestum e dalla costa del mar Tirreno. Il suo territorio presenta diversi boschi: il bosco Infitina, caratterizzato da macchia mediterranea e occupante una superficie di 3 ettari; il bosco Scanni Rossi costituito da 1 ettaro di macchia mediterranea; il bosco Zembrone costituito da 1 ettaro di macchia mediterranea; il bosco Laurenti con 5 ettari di castagno; e il bosco Foresta con 3 ettari di castagno. È attraversato dal fiume Calore Lucano che nasce dalle pendici del monte Cervati e il cui corso, fino a Roccadaspide, è tortuoso e spettacolare, sede di campionati di canoa. In alcuni punti è ricco di trote. La fauna è caratterizzata dalla presenza di cinghiali, volpi e fagiani.
- Classificazione sismica: zona 2 (sismicità media).[5]
- Classificazione climatica: zona D, 1585 GG.

## Storia
Il centro storico di Castel San Lorenzo è di origine medioevale. Alla sua sommità si erge il palazzo dei principi Carafa (costruito tra il 1272 e il 1337) mentre all'interno del borgo sono presenti tre chiese: delle Chiese medioevali resta solo il Campanile della diruta Chiesa del Rosario, mentre le odierne chiese sono state edificate al limite del centro storico, nel XVIII secolo, e sono: Santa Maria dell'Assunta, San Giovanni Battista e i SS. Cosma e Damiano. La chiesa di San Giovanni Battista è stata eretta nel 1779, nel centro storico di Castel San Lorenzo. È in stile romanico e presenta un'unica navata. La chiesa dei Santi Cosma e Damiano è stata invece costruita tra il 1700 e il 1750. Entrambe le chiese custodiscono tele attribuibili a pittori napoletani del 1700.
La chiesa di Santa Maria dell'Assunta, terminata nel 1713, venne chiamata così perché sull'altare maggiore, in una apposita nicchia, vi si venera una statua che è uguale a quella del Santuario del Monte di Novi Velia sul Gelbison. La chiesa è ad una navata con il tetto in legno a cassettoni. In questa chiesa vi è la loro cappella con il sepolcreto laterale della famiglia Carafa (altare dell'Addolorata). 
Nel centro abitato, nella sede del vecchio Municipio, è presente anche un piccolo museo della civiltà contadina e dell'artigianato locale. Nonostante il semplice allestimento, il Museo descrive in maniera approfondita le umili abitudini delle popolazioni locali, attraverso l'esposizione di suppellettili e di vari untensili della vita domestica e familiare. Racconta poi il lavoro dei campi mediante una rassegna di attrezzi per la semina, la raccolta, il trasporto di prodotti agricoli. Lo scopo del Museo non è soltanto quello di raccogliere ordinatamente gli oggetti del mondo rurale ma, soprattutto, avvicinare i giovani alle loro tradizioni. Il museo è sito in piazza Umberto I, l'ingresso è gratuito ed è aperto tutto l'anno. Fuori del centro abitato, tra i vigneti che costeggiano il fiume, sorge il piccolo santuario della Madonna della Stella, che è la più antica chiesa del luogo. Costruita nel 1100, viene aperta al culto per la novena fino alla prima domenica di agosto, giorno della festa.
Dal 1811 al 1860 ha fatto parte del circondario di Roccadaspide, appartenente al distretto di Campagna del regno delle Due Sicilie.
Dal 1860 al 1927, durante il regno d'Italia ha fatto parte del mandamento di Roccadaspide, appartenente al circondario di Campagna.
Recentemente, la nascita di alcuni agriturismi ha dato impulso al turismo. Le principali attrazioni sono il fiume Calore, le cui acque sono balneabili, e i boschi del vicino Parco Nazionale del Cilento e Vallo di Diano. Molti turisti, inoltre, utilizzano Castel San Lorenzo come base per visitare Paestum e la Costiera Cilentana.
Grazie alle bellezze paesaggistiche e alla qualità del patrimonio ambientale, Castel San Lorenzo è stata scelta da Legambiente come sede di un campus estivo internazionale che ospita, ogni anno, giovani provenienti da tutto il mondo.
Il comune di Castel San Lorenzo registra un rilevante calo demografico a partire dagli anni cinquanta.
Inizialmente l'emigrazione era rivolta all'estero (Svizzera e Germania in particolare); negli anni sessanta si è diretta verso Roma e l'Italia del Nord. Successivamente, un cospicuo numero di abitanti di Castel San Lorenzo, si è trasferito, per motivi di lavoro, nei centri costieri della provincia: Salerno, Battipaglia, Paestum e Agropoli. 

## Società

### Evoluzione demografica
Abitanti censiti

### Religione
La maggioranza della popolazione è di religione cristiana appartenente alla Chiesa cattolica. Nel comune si registra anche la presenza di Testimoni di Geova, cristiani ortodossi e cristiani evangelici valdesi.

### Istituzioni, enti e associazioni
- Unità territoriale della Croce Rossa Italiana[7]

## Geografia antropica

### Località
Annunziata, Concezione, Farneta, Fontana dell'Elice, Galdo, Galloppole, Genzano, Infetina, Insertone, Olivella, Palmento, Parretta, Piano della Macchia, Pianella, Pisciolo, Ponte Calore, Tempa, Tempa Giardino, Tempa delle Monache.

## Economia
L'economia locale è basata prevalentemente sull'agricoltura. Castel San Lorenzo è un importante centro vitivinicolo della provincia di Salerno: il suo territorio si fregia di sette vini che con D.P.C. 6 novembre 1991 ottennero il riconoscimento della D.O.C. (denominazione di origine controllata).
Tali tipologie di vino sono: Aglianicone; Barbera; Barbera riserva; Bianco; Moscato; Moscato lambiccato; Moscato passito; Moscato spumante; Rosato e Rosso.
Importante è anche la produzione di olio d'oliva di qualità che ha ottenuto la DOP, denominazione di origine protetta "Colline salernitane".
La produzione locale di olio d'oliva è promossa e valorizzata attraverso una festa che si tiene ogni anno alla fine di dicembre nel borgo antico.

## Infrastrutture e trasporti

### Strade
- Strada statale 166 degli Alburni.
- Strada Regionale 488/b Controne (bivio SP 246)-Roccadaspide-Castel S.Lorenzo-Felitto.

## Amministrazione

Il gonfalone comunale

### Sindaci
| Periodo        | Periodo        | Primo cittadino   | Partito                            | Carica           | Note |
| -------------- | -------------- | ----------------- | ---------------------------------- | ---------------- | ---- |
| 9 giugno 1980  | 13 giugno 1999 | Gennaro Mucciolo  | Partito Socialista Italiano        | Sindaco          |      |
| 13 giugno 1999 | 1º giugno 2000 | Gennaio Mucciolo  | lista civica                       | Sindaco          |      |
| 1º giugno 2000 | 13 giugno 2001 | Angela Capozzolo  | lista civica                       | Vicesindaco f.f. |      |
| 13 giugno 2001 | 28 maggio 2006 | Michele Lavecchia | centro                             | Sindaco          |      |
| 29 maggio 2006 | 15 maggio 2011 | Michele Lavecchia | lista civica                       | Sindaco          |      |
| 16 maggio 2011 | 5 giugno 2016  | Gennaro Capo      | lista civica per Castello          | Sindaco          |      |
| 5 giugno 2016  | in carica      | Giuseppe Scorza   | lista civica Avvenire Pace Libertà | Sindaco          |      |

### Altre informazioni amministrative
Il comune fa parte della Comunità montana Calore Salernitano e dell'Unione dei comuni Alto Calore.
Le competenze in materia di difesa del suolo sono delegate dalla Campania all'Autorità di bacino regionale Sinistra Sele e all'Autorità di bacino interregionale del fiume Sele.